# Eduardo Camaño
Eduardo Oscar Camaño (Buenos Aires, 17 de junio de 1946) es un político argentino, del Partido Justicialista (peronismo), que estuvo a cargo del Poder Ejecutivo Nacional entre el 30 de diciembre de 2001 y el 2 de enero de 2002, luego de que su antecesor —Adolfo Rodríguez Saá— renunciara a su cargo de Presidente interno.

## Biografía

### Inicios y diputado nacional
En los inicios de su carrera política, Camaño fue concejal del Municipio de Quilmes entre 1983 y 1985, ocupando la presidencia del bloque del Partido Justicialista. Luego, entre 1985 y 1987, ocupó una banca como diputado Provincial en la provincia de Buenos Aires. A partir de 1987 y hasta 1991, Camaño fue Intendente del Municipio de Quilmes. 
Desde 1991 Camaño fue elegido como Diputado de la Nación Argentina en cuatro ocasiones consecutivas, llegando a desempeñarse como Presidente de la Cámara de Diputados de la Nación, entre los años 2001 y 2005.

### Ejercicio del Poder Ejecutivo Nacional
Al producirse la crisis de diciembre de 2001, la ley 20.972 –de acefalía– indicaba que debía ejercer el Poder Ejecutivo el Presidente Provisional del Senado, de modo que el cargo fue ejercido por Ramón Puerta, presidente del Senado, y en un plazo de 48 horas llamar a una Asamblea Legislativa para elegir al nuevo presidente de la Nación, al día siguiente fue elegido el gobernador Adolfo Rodríguez Saá. Cuando éste no logró reunir el apoyo político suficiente, renunció al cargo el día 30 de diciembre, de modo que, de acuerdo a la misma ley de acefalía, nuevamente debía recaer en el Presidente provisional del Senado (en este caso Puerta), sin embargo Puerta también había renunciado junto con Rodriguez Saa, al quedar dicho cargo Vacante, el ejercicio del Poder Ejecutivo debía recaer entonces en manos del tercero en la lista de sucecion de acefalia, en ese caso, en el Presidente de la Cámara de Diputados, que en ese momento era Eduardo Camaño.
Siguiendo el artículo 2° de la ley de Acefalía, Camaño cumplió el mandato de convocar dentro de las 48 horas a la Asamblea Legislativa para elegir qué funcionario público habría de desempeñar la Presidencia hasta que un nuevo presidente fuese electo –de acuerdo al artículo 88 de la Constitución Nacional. Reunida el 1 de enero de 2002, la Asamblea eligió a Eduardo Duhalde. Por tanto, Camaño ejerció el Poder Ejecutivo entre el 30 de diciembre de 2001 y el 1 de enero de 2002, continuando luego con la presidencia de la Cámara de Diputados hasta diciembre del 2005.
Durante las 48 horas en las que estuvo al frente del país, Camaño se desempeñó con el cargo de presidente de la Cámara de Diputados de la Nación en ejercicio del poder ejecutivo, cargo definido en el artículo 1° de la ley 20.972 –de acefalía–; el cual define que el funcionario que ha de ejercer el poder ejecutivo en los casos del artículo 1° (en caso de acefalía por falta de Presidente y Vicepresidente de la Nación) "actuará con el título que le confiere el cargo que ocupa, con el agregado «en ejercicio del Poder Ejecutivo»".
Durante esas 48 horas, el gabinete estuvo confirmado por Antonio Cafiero como Jefe de Gabinete y por Rodolfo Gabrielli como ministro del Interior.
| Jefatura de Gabinete y Ministerios del Gobierno de Eduardo Caamaño | Jefatura de Gabinete y Ministerios del Gobierno de Eduardo Caamaño | Jefatura de Gabinete y Ministerios del Gobierno de Eduardo Caamaño |
| Cartera                                                            | Titular                                                            | Período                                                            |
| ------------------------------------------------------------------ | ------------------------------------------------------------------ | ------------------------------------------------------------------ |
| Jefatura de Gabinete de Ministros                                  | Antonio Cafiero                                                    | 30 de diciembre de 2001 - 2 de enero de 2002                       |
| Ministerio del Interior                                            | Rodolfo Gabrielli                                                  | 30 de diciembre de 2001 - 2 de enero de 2002                       |

### Años posteriores
En el año 2007, Camaño integró una coalición de dirigentes peronistas que brindaron apoyo a la candidatura presidencial de Roberto Lavagna, siendo primer candidato a Diputado Nacional por la provincia de Buenos Aires.
En el año 2007 fue designado Vocal Segundo del Directorio del Ente Nacional Regulador de la Electricidad (ENRE), cargo que ejerció hasta el 20 de marzo de 2009, fecha en la que fue designado por el Gobernador Daniel Scioli como Ministro de Gobierno de la provincia de Buenos Aires. En el acto de su asunción, el gobernador Scioli expresó que convocaba a Camaño a formar parte de su gabinete debido a que 

“es un hombre de trayectoria y experiencia, destacándose su capacidad de diálogo y construcción de consensos; con una actitud siempre positiva y constructiva. Es por eso que tengo las mejores expectativas en que él va a poder atender las necesidades cotidianas de quienes son el primer mostrador de contacto institucional con el vecino, que son los intendentes.”

En el inicio de su segundo mandato en la provincia de Buenos Aires, el gobernador Daniel Scioli mantuvo a Camaño a su lado, designándolo en un nuevo rol como Secretario de Coordinación Institucional.